# Copa América de Basquetebol Feminino de 2015
A Copa América de Basquetebol Feminino de 2015 foi disputada por dez seleções e serviu como torneio Pré-Olimpico para os Jogos Olímpicos de Verão de 2016. A cidade de Edmonton no Canadá foi a sede da competição, entre os dias 9 e 16 de agosto de 2015. A seleção canadense foi a campeã conquistando a vaga diretamente e o segundo, terceiro e quarto colocados se classificaram para uma repescagem mundial. 

## Formato
- Os dois melhores times de cada grupo avança para as semifinais.
- Os vencedores das semifinais avançam para a final. Os perdedores irão disputar o terceiro lugar.

### Critérios de desempate
1. Confronto direto
2. Média de pontos nos confrontos entre as equipes empatadas
3. Média de pontos considerando todos confrontos do grupo

## Primeira Fase
Horário local do Canadá (UTC-7/-6)

### Grupo A
| Paises               | J  | V  | D  | PF  | PD  | SP   | Pts |
| -------------------- | -- | -- | -- | --- | --- | ---- | --- |
| Canadá               | 04 | 04 | 00 | 390 | 172 | +218 | 08  |
| Cuba                 | 04 | 03 | 01 | 279 | 255 | +24  | 07  |
| Porto Rico           | 04 | 02 | 02 | 271 | 281 | -10  | 06  |
| Chile                | 04 | 01 | 03 | 251 | 329 | -78  | 05  |
| República Dominicana | 04 | 00 | 04 | 192 | 346 | -154 | 04  |

| Agosto 9 13:00 | Boxscore | Chile | 88–56 | República Dominicana |  | Edmonton, Canadá |  |

| Agosto 9 18:30 | Boxscore | Canadá | 94–57 | Porto Rico |  | Edmonton, Canadá |  |

| Agosto 10 18:30 | Boxscore | Canadá | 93–36 | Chile |  | Edmonton, Canadá |  |

| Agosto 10 20:45 | Boxscore | Cuba | 83–44 | República Dominicana |  | Edmonton, Canadá |  |

| Agosto 11 13:00 | Boxscore | Porto Rico | 58–65 | Cuba |  | Edmonton, Canadá |  |

| Agosto 11 18:30 | Boxscore | República Dominicana | 36–111 | Canadá |  | Edmonton, Canadá |  |

| Agosto 12 13:00 | Boxscore | Chile | 61–88 | Cuba |  | Edmonton, Canadá |  |

| Agosto 12 15:15 | Boxscore | República Dominicana | 56–64 | Porto Rico |  | Edmonton, Canadá |  |

| Agosto 13 15:15 | Boxscore | Porto Rico | 92–66 | Chile |  | Edmonton, Canadá |  |

| Agosto 13 18:30 | Boxscore | Cuba | 43–92 | Canadá |  | Edmonton, Canadá |  |

### Grupo B
| Paises                   | J  | V  | D  | PF  | PD  | SP  | Pts |
| ------------------------ | -- | -- | -- | --- | --- | --- | --- |
| Argentina                | 04 | 04 | 00 | 289 | 210 | +79 | 08  |
| Brasil                   | 04 | 03 | 01 | 303 | 247 | +56 | 07  |
| Venezuela                | 04 | 02 | 02 | 250 | 267 | -17 | 06  |
| Equador                  | 04 | 01 | 03 | 200 | 249 | -49 | 05  |
| Ilhas Virgens Americanas | 04 | 00 | 04 | 219 | 288 | -69 | 04  |

| Agosto 9 15:15 | Boxscore | Equador | 72–48 | Ilhas Virgens Americanas |  | Edmonton, Canadá |  |

| Agosto 9 20:45 | Boxscore | Brasil | 86–71 | Venezuela |  | Edmonton, Canadá |  |

| Agosto 10 13:00 | Boxscore | Equador | 35–70 | Argentina |  | Edmonton, Canadá |  |

| Agosto 10 15:15 | Boxscore | Ilhas Virgens Americanas | 62–69 | Venezuela |  | Edmonton, Canadá |  |

| Agosto 11 15:15 | Boxscore | Argentina | 75–51 | Ilhas Virgens Americanas |  | Edmonton, Canadá |  |

| Agosto 11 20:45 | Boxscore | Brasil | 76–45 | Equador |  | Edmonton, Canadá |  |

| Agosto 12 18:30 | Boxscore | Venezuela | 55–71 | Argentina |  | Edmonton, Canadá |  |

| Agosto 12 20:45 | Boxscore | Ilhas Virgens Americanas | 58–72 | Brasil |  | Edmonton, Canadá |  |

| Agosto 13 13:00 | Boxscore | Venezuela | 55–48 | Equador |  | Edmonton, Canadá |  |

| Agosto 13 20:45 | Boxscore | Argentina | 73–69 | Brasil |  | Edmonton, Canadá |  |

## Fase Final
|  | Semifinais | Semifinais |    |           | Final          | Final |  |
|  |            |            |    |           |                |       |  |
|  | Agosto 15  |            |    |           |                |       |  |
|  | Canadá     | 83         |    |           |                |       |  |
|  | Brasil     | 66         |    |           |                |       |  |
|  |            |            |    |           |                |       |  |
|  |            |            |    |           | Agosto 16      |       |  |
|  |            |            |    |           | Canadá         | 82    |  |
|  |            | Cuba       | 66 |           |                |       |  |
|  |            |            |    |           |                |       |  |
|  |            |            |    |           |                |       |  |
|  |            |            |    |           | Terceiro lugar |       |  |
|  | Agosto 15  | Agosto 15  |    | Agosto 16 | Agosto 16      |       |  |
|  | Argentina  | 79         |    | Brasil    | 59             |       |  |
|  | Cuba       | 89         |    |           | Argentina      | 66    |  |

### Disputa do 5º Lugar
| Agosto 15 13:15 | Boxscore | Porto Rico                                  | 56–65 | Venezuela |  | Edmonton, Canadá |  |
| Agosto 15 13:15 | Boxscore | Placar por quarto: 24-9, 10-20, 6-18, 16-18 |       |           |  | Edmonton, Canadá |  |

### Semifinal
| Agosto 15 15:30 | Boxscore | Argentina                                               | 79–89 | Cuba | OT | Edmonton, Canadá |  |
| Agosto 15 15:30 | Boxscore | Placar por quarto: 21-25, 12-20, 27-13, 13-15, OT: 6-16 |       |      | OT | Edmonton, Canadá |  |

| Agosto 15 18:00 | Boxscore | Canadá                                        | 83–66 | Brasil |  | Edmonton, Canadá |  |
| Agosto 15 18:00 | Boxscore | Placar por quarto: 27-22, 18-12, 25-16, 13-11 |       |        |  | Edmonton, Canadá |  |

### 3º Lugar
| Agosto 16 15:30 | Boxscore | Brasil                                        | 59–66 | Argentina |  | Edmonton, Canadá |  |
| Agosto 16 15:30 | Boxscore | Placar por quarto: 13-18, 11-12, 17-19, 18-17 |       |           |  | Edmonton, Canadá |  |

### Final
| Agosto 16 18:00 | Boxscore | Canadá                                        | 82–66 | Cuba |  | Edmonton, Canadá |  |
| Agosto 16 18:00 | Boxscore | Placar por quarto: 19-22, 25-13, 21-19, 17-12 |       |      |  | Edmonton, Canadá |  |